# Staatsratsgebäude
Le Staatsratsgebäude (littéralement : « Bâtiment du Conseil d'État ») est un édifice de Berlin en Allemagne, ayant abrité le Conseil d'État de l'ex-République démocratique allemande.

## Situation
L'édifice s'élève sur le côté sud de la place du Château, à proximité du château de Berlin reconstruit, dans le quartier de Mitte.

## Historique
Le bâtiment est construit de 1962 à 1964 par les architectes Roland Korn et Hans-Erich Bogatzky. Il intègre dans sa façade asymétrique le Karl-Liebknecht-Portal (portail IV), une fraction rapportée de la façade de l'ancien château de la ville (Stadtschloss) comportant le balcon depuis lequel Karl Liebknecht proclama une « République socialiste libre d'Allemagne » le 9 novembre 1918, à la veille de la fin de la Première Guerre mondiale, deux heures après que le social-démocrate Philipp Scheidemann a proclamé la « République d'Allemagne » d'une fenêtre du palais du Reichstag. 
Après la réunification allemande de 1990, l'édifice a accueilli provisoirement les bureaux du Chancelier fédéral d'Allemagne et de ses services, ceci du déménagement du gouvernement depuis Bonn en 1999 jusqu'à l'inauguration de la nouvelle chancellerie en 2001.
Depuis 2006, ses locaux sont occupés par un établissement d'enseignement supérieur : l'European School of Management and Technology (en) (ESMT Berlin).
Pour la reconstruction du château, une copie du portail IV a été réalisée et intégrée au nouvel édifice.